# 赫倫巴赫河 (美因河支流)
50°03′00″N 10°15′08″E / 50.050113°N 10.252343°E
赫倫巴赫河（德語：Höllenbach），是德國的河流，位於該國東南部，由巴伐利亞負責管轄，屬於美因河的右支流，河道全長9.2公里，發源自于希特爾豪森，河口處在施韋因富特。